# Middleton (Essex)
Middleton is een civil parish in het bestuurlijke gebied Braintree, in het Engelse graafschap Essex. In 2001 telde de civil parish 128 inwoners.
De dorpskerk van Middleton, waarvan de oudste delen uit de twaalfde eeuw stammen, heeft een vermelding op de Britse monumentenlijst.